# Лилин
Лили́н (кит. упр. 醴陵, пиньинь Lǐlíng, буквально: «[колодец со] сладкой водой [у могильного] холма») — городской уезд городского округа Чжучжоу провинции Хунань (КНР).

## История
Во времена империи Хань эти места входили в состав уезда Линьсян (临湘县). В 189 году до н. э. чаншаский князь Лю Юэ получил титул «Лилинского хоу» (醴陵侯) и удел в этих местах; впоследствии удел стал уездом Лилин (醴陵县). После монгольского завоевания и образования империи Юань уезд был поднят в статусе, став Лилинской областью (醴陵州), но после свержения власти монголов и образования империи Мин область была понижена в статусе, вновь став уездом.
После образования КНР в 1949 году был создан Специальный район Чанша (长沙专区), и уезд вошёл в его состав. В 1952 году Специальный район Чанша был переименован в Специальный район Сянтань (湘潭专区). В 1970 году Специальный район Сянтань был переименован в Округ Сянтань (湘潭地区).
Постановлением Госсовета КНР от 8 февраля 1983 года был расформирован округ Сянтань, а ранее входившие в его состав уезды Лилин, Юсянь, Чалин и Линсянь были объединены с административными единицами города Чжучжоу в городской округ Чжучжоу.
Постановлением Госсовета КНР от 24 мая 1985 года уезд Лилин был преобразован в городской уезд.

## Административное деление
Городской уезд делится на 4 уличных комитета и 19 посёлков.